# Ariagne Cuesta
Ariagne Cuesta Zulueta (født 22. august 1987) er en håndboldspiller fra Cuba. Hun spiller på Cubas håndboldlandshold, og deltog under VM 2011 i Brasilien.